# 物理科学
物理科学（ぶつりかがく、英: physical science）は、自然のうち生命以外を研究対象とする学問のことである。自然科学（natural science）の中で、生命科学（life science）と対をなす。物理学（physics）を物理科学と言うこともあるが、本項で言う物理科学は物理学や化学を含む上位概念であることに注意を要する。

## 分野
物理科学には以下のような学問分野が属する。
- 物理学
- 宇宙科学（天文学）
- 惑星科学（地球科学）
- 化学